# Bathytropa dollfusi
Bathytropa dollfusi là một loài chân đều trong họ Bathytropidae. Loài này được Strouhal miêu tả khoa học năm 1936.